# 呂留良

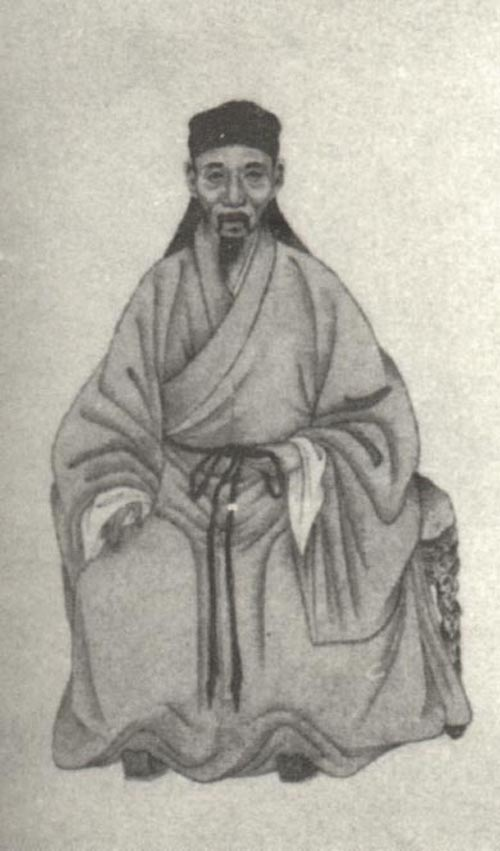
呂留良

呂 留良（りょ りゅうりょう、1629年 - 1683年）は、中国清朝の医師・思想家。またの名を光輪。字は用晦または荘生、晩村と号する。他の号に有耻斎老人、耻翁、呂医山人、南陽布衣などがあり、晩年に剃髪し、名を耐可、字を不昧とし、何求老人と号する。

## 生涯
嘉興府崇徳県の出身。12歳頃から文藻に富むことが知られ、当時の学者たちに畏敬されたという。科挙に及第し、生員として十数年過ごす。経世の志があり張履祥らと朱子学を振興。明朝の滅亡にさいし発心して剃髪し、以後は清朝に仕えぬと誓い、各地を遊歴し時には医者を開業し「自ら働かざれば食さず」という主義を実行する。天蓋楼の名で自著を刊行しては古人の文章を批評し、清朝への不満・反抗の思想を含むにもかかわらず広く読まれ、彼の死後は聖人のように尊敬され、代々の地方官がその祠に額を贈るほどだった。門人としては『朱子文語』を編纂した厳鴻逵（字は賡臣）がもっとも著名である。1683年に55歳で没した。
歳月は流れ、1728年はすでに雍正帝の治世になっていたが、呂留良の『時文評選』にある「華夷の弁」の議論に影響された曾静という学者が、漢民族の復興をはかり文字の獄を引き起こした。そのため、呂留良の墓は掘り起こされ首を切られて獄門にさらされ、子の呂毅中は家族とともに斬首され、一族は満州に流刑されて奴隷となるという苛酷な懲罰が下された。著述の多くは焚書の憂き目にあい、名前しか残っていないものもある。

## 学説
呂は朱子学者であり、儒学の工夫は「知」と「行」の両端にあるが、「知」の工夫を重視すべき（知止至善）と説く。そこで無知を貴び、行いを重視する過ちを犯したとして陸象山・陳龍川を排撃した。
一方、元代・明代を通じて増え続けていた朱子の注に対する解説書・註釈の煩雑さに反対し、「学問思弁」に「実践躬行」を兼ね備えた人でなければ朱子を嗣ぐ資格はないと当時の弊風を批判した。
君臣の関係は「義」を主とすべきなのに、私利私欲で天下が左右されているのに憤慨している。このような公を忘れた態度は郡県制の悪影響であると考え、有為の君主が出現し封建制を断行することを希望している。
孔子が『春秋』の中で、管仲がかつての敵である桓公に仕えたことを許したのは夷狄を追い払った功績によると考え（攘夷論）、暗に満州人の支配にあきたらない気持ちを示している。呂の日記では清朝を斥け、中国は伏羲に始まって以来の未曾有の危機にあると述べている。

## 著書
- 『晩村慙書』
- 『四書講義』43巻
- 『晩村集』『続集』
- 『天蓋楼遺稿』
- 『呂子近思録』
- 『呂氏医貫』
- 『実話堂遺稿』
- 『礼記題跋』
- 『呂留良尺牘』
- 『天蓋楼偶評』